# Frederick Polydore Nodder

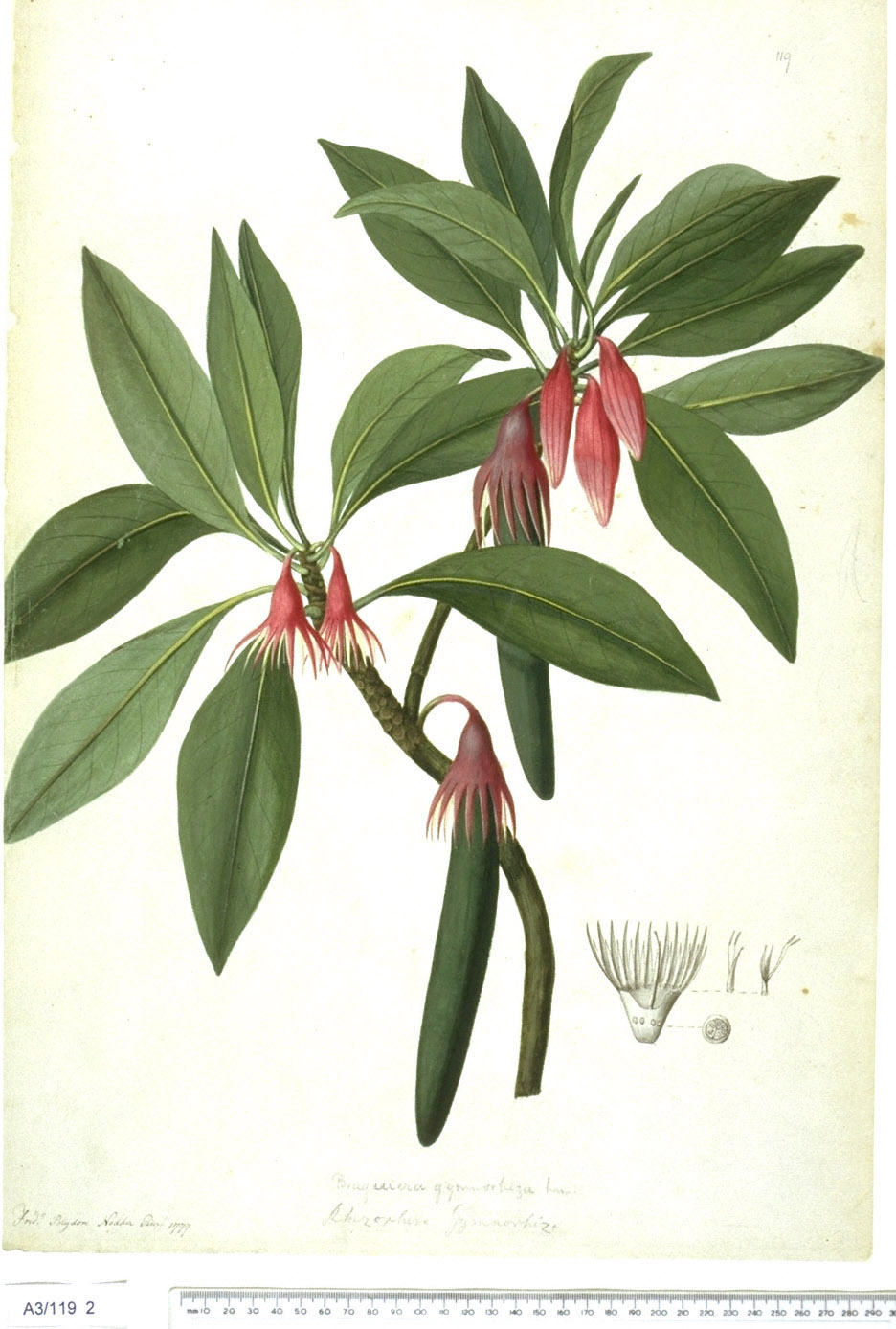
Bruguiera gymnorrhiza, rysunek F. P. Noddera

Frederick Polydore Nodder (tworzył ok. 1770–1800) – brytyjski ilustrator dzieł florystycznych i faunistycznych.
Nodder ilustrował czasopismo wydawane przez George’a Shawa Naturalist’s Miscellany. Pomagał również Josephowi Banksowi w publikacji jego Banks’ Florilegium. Namalował też większość australijskich roślin narysowanych wcześniej przez Sydneya Parkinsona, przygotowując w ten sposób materiał graficzny do publikacji. Rośliny te zostały na jego kolorowych obrazach powiększone.
Rysunki Noddera, przedstawiające australijskie ptaki i motyle, znajdują się w departamencie historii naturalnej Narodowego Muzeum Irlandii w Dublinie.